# Von Salat schrumpft der Bizeps
Von Salat schrumpft der Bizeps ist ein parodistischer Rapsong der deutschen Rapper Kollegah und Majoe, der in Zusammenarbeit mit den Götzfried Girls, zwei Landfrauen aus der Oberpfalz, entstand. Das dazugehörige Video wurde am 1. April 2014 veröffentlicht und entwickelte sich zum YouTube-Hit.

## Entstehungsgeschichte
Kollegah verbrachte 2013 einige Tage im Wellness- und Spa-Hotel Götzfried in Wutzlhofen in der Nähe von Regensburg. Eine der Hotelangestellten erzählte Kollegah von einem selbstgeschriebenen Rap der Hotelchefin zusammen mit ihrer Freundin. Ende Januar 2014 fragte das Management an, ob die beiden Interesse an einer Zusammenarbeit hätten. Kollegah schrieb den Text für die beiden und lud sie zu Hugo Bergmann ins Studio Regensburg Recordings ein, um den Rap aufzunehmen. Der Beat, im typischen Gewand bayerischer Volksmusik gehalten, stammt von Phil Fanatic und Hookbeats. Anschließend wurde auf einem Bauernhof und auf der Alm in Wutzlhofen ein Video zum Song gedreht. Die Veröffentlichung des Videos fiel in den Zeitraum der Ausstrahlung der 12-teiligen Kollegah-YouTube-Sendung Bosshaft Latenight und war somit Teil der Promokampagne zu Kollegahs Album King, wurde allerdings bewusst am 1. April 2014 als Aprilscherz hochgeladen.
Ursprünglich nicht außerhalb von YouTube erhältlich, erschien der Song 2018 auf der Kompilation Freetracks Compilation zum Download und auf Streaming-Plattformen.

## Musik und Text
Kollegah und Majoe, beide begeisterte Bodybuilder, rappen über Schunkelmusik einen humorvollen Text darüber, dass man zum Muskelaufbau Proteine benötigt und das Essen von Salat kontraproduktiv sei. Sie erzählen in gewohnt überzeichneter Manier von Leckereien, die sie vor dem Training zu sich nehmen würden. Auch die „Götzfried Girls“ erwähnen verschiedene Gerichte, die der Speisekarte des Hotels entnommen wurden.

## Musikvideo

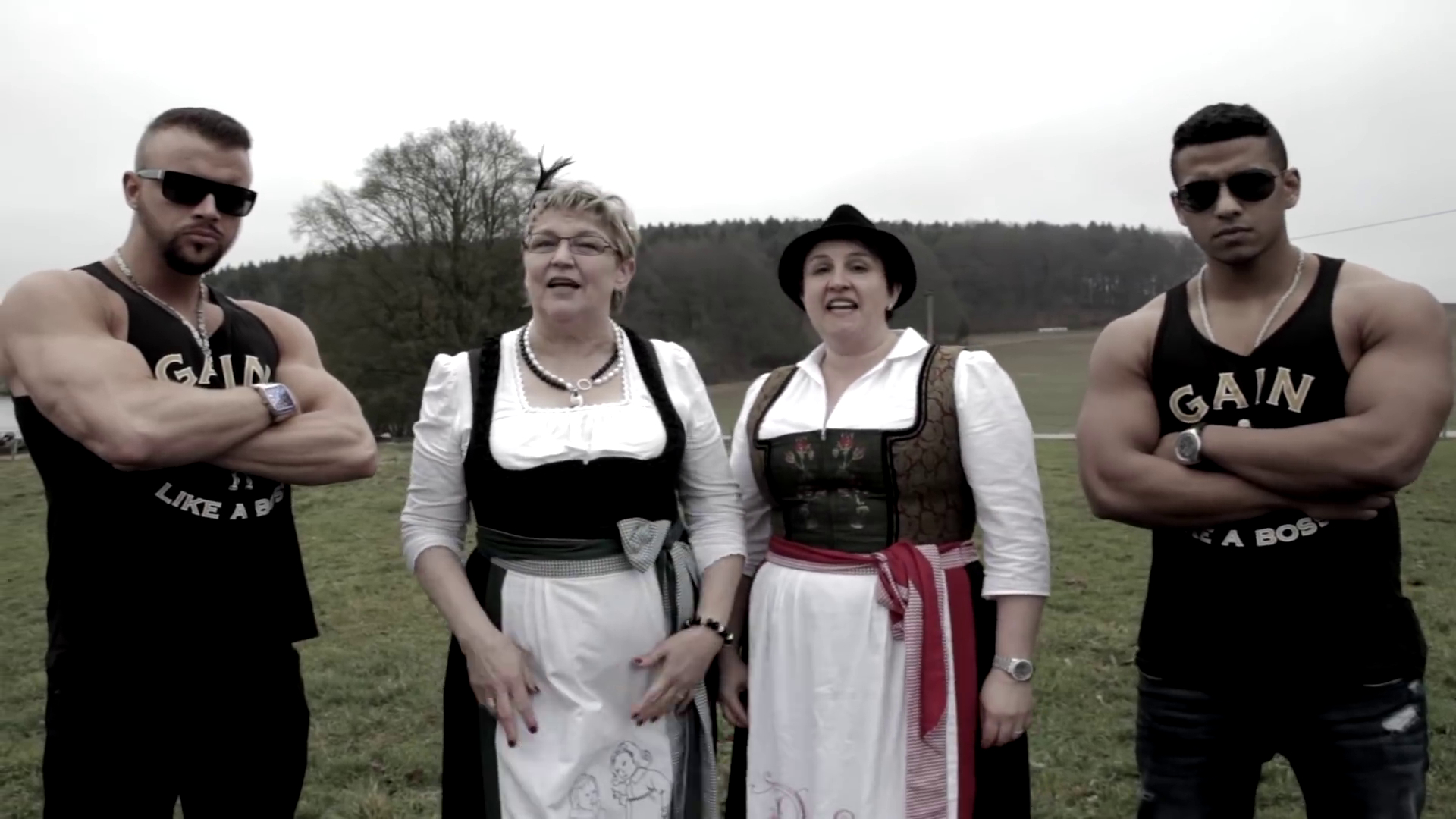
Von links nach rechts: Kollegah, die Götzfried Girls und Majoe

Das Video spielt auf einer Alm und einem Bauernhof in Wutzlhofen. Am Anfang beklagt sich ein dünner Protagonist, dass er zwar fleißig trainieren würde, aber seine Muskeln einfach nicht wachsen würden. Majoe und Kollegah sind in muskelbetonten Outfits an einem BMW zu sehen, die Götzfried Girls tragen Dirndl. Im Verlauf der Handlung ist unter anderem zu sehen, wie die beiden Götzfried Girls den dünnen Darsteller in ein Butterfass voller Proteinpulver tunken und ihn anschließend mit einer Stange mit zwei Milchkannen trainieren lassen. Zu sehen sind außerdem verschiedene Rumpsteaks in einer Vitrine, ein Kuhstall sowie eine Frau, die Schuhplattler tanzt. Am Ende des Videos lachen Majoe und Kollegah, anschließend erscheint Kollegahs Gesicht in Großaufnahme und er sagt: „April, April, Freunde“.

## Erfolg und Rezeption
Binnen weniger Tage hatte das Video recht hohe Klickzahlen und stand am 14. April 2014 an der Schwelle zur Drei-Millionen-Marke. Bis heute verzeichnet das Video über 16,6 Millionen Aufrufe (Stand: Mai 2023). Auch das Wochenblatt, rap.de und laut.de berichtete sehr wohlwollend über das Video.
Tobias Rapp bezeichnete den Song in Der Spiegel als Kollegahs „bestes Lied“ und als „großartig-bekloppte 16-Jährigen-Hymne“. Der Song „dürfte ein Klassiker des Karnevalliedguts werden, ein Wiesn-Hit“.
Der Titel des Songs gilt als bekanntes Zitat von Kollegah und wird gelegentlich als Beleg für seine eher humoristische Seite zitiert.